# Dorna-Arini
Dorna-Arini település Romániában, Moldvában, Suceava megyében.

## Leírása
Dorna-Arini-nek a 2002-es népszámláláskor 3097 lakosa volt.